# قطعنامه
قطعنامه طرحی پیشنهادی‌است که توسط مجمعی تصویب می‌شود. ماهیت قطعنامه عموماً می‌تواند هر چیزی باشد که به واسطهٔ پیش‌نویس طرح، پیشنهاد می‌شود. طرح‌های طولانی یا مهم بهتر است که بر روی کاغذ نوشته شوند تا بحث در خصوص آن راحت‌تر پیش رود و توزیع طرح پس از تصویب، در بیرون از رکن جمعی امکان‌پذیر باشد. قطعنامه شامل یک مقدمه که معمولاً مبنای تصمیمات و اقدامات اتخاذی را بیان می‌کند و مجموعه‌ای از پاراگراف‌های عملیاتی متضمن رهنمودها یا اقداماتی است. تصمیمات ارکان مختلف سازمان ملل متحد نظیر مجمع عمومی و شورای امنیت در قالب قطعنامه ارائه می‌شود. قطعنامه‌های سازمان‌های بین‌المللی به عنوان منبع حقوق بین‌الملل که در خارج از محدودهٔ مادهٔ ۳۸ اساسنامه دیوان بین‌المللی دادگستری قرار دارد، شناخته شده‌اند و در توسعه و تدوین حقوق بین‌الملل اهمیت دارند.

## انواع قطعنامه
قطعنامه در نظام حقوقی بین‌المللی از اعتبار مختلفی برخوردار است. برخی از قطعنامه‌ها جنبهٔ الزامی و برخی صرفاً جنبهٔ اعلامی یا توصیه‌ای دارند. قطعنامه‌های شورای امنیت که بر طبق فصل ۷ منشور ملل متحد صادر می‌شود، جنبهٔ الزامی دارند. معمولاً قطعنامه‌های مجمع عمومی سازمان ملل متحد علی‌رغم این‌که دارای اثر حقوقی هستند، از قدرت اجرایی مانند قطعنامه‌های الزام‌آور برخوردار نیستند. اما برخی از قطعنامه‌های مجمع عمومی که مرتبط با ادارهٔ خود این رکن می‌باشد قطعی و الزام‌آور است.